# 小行星7423
小行星7423（英語：7423）是一颗围绕太阳公转的小行星。1992年8月2日，亨利·E·霍爾特在帕洛马山发现了此天体。
这颗小行星的绝对星等为144.7550638276051等。